# Mirko Ellis
Mirko Ellis, pseudonimo di Vladimiro Korcinsky (Locarno, 4 settembre 1923 – Alghero, 11 settembre 2014), è stato un attore italiano.

## Biografia
Nacque in Svizzera, dove compì i suoi studi, da famiglia di origine lituana. Alto, biondo e di bella presenza fisica, esordì in Italia con il suo vero nome nel film di Aldo Vergano Il sole sorge ancora del 1946, interpretando il ruolo del giovane ufficiale nazista e dimostrando ottime doti artistiche e aderenza fisica al personaggio freddo e cinico.
Alcuni anni dopo, nel 1948, si ripeté nel medesimo ruolo, stavolta tratteggiandolo con ironia nel film Accidenti alla guerra!... di Giorgio Simonelli.
Nel 1947 apparve, sempre con il suo vero nome, anche in teatro a fianco di Maria Melato in un ruolo marginale; dal 1949 assunse il nome d'arte di Mirko Ellis con il quale conoscerà una certa fama interpretando il giovane aviatore nel film Rondini in volo di Luigi Capuano.
Nei primi anni cinquanta fu molto attivo sul grande schermo, senza comunque raggiungere una grande notorietà, lavorando in produzioni commerciali spesso di scarso valore.
Nel medesimo periodo fece parte di svariate compagnie di prosa: nel 1951 fu al Teatro dei Satiri e successivamente in una compagine importante con a capo Elena Zareschi, Maria Letizia Celli e Mario Pisu, accanto ai quali recitò in Anastasia (1956) di Marcelle Maurette e Guy Bolton, per la regia di Adolfo Geri.
Nel 1957 debuttò in televisione nella commedia La cucina degli angeli di Albert Husson, sotto la regia di Alessandro Brissoni, al fianco di Mario Scaccia e Carlo Ninchi, quindi nel 1959 fu Cane Nero ne L'isola del tesoro, diretto da Anton Giulio Majano.
Nel 1965 interpretò il fotoromanzo Per non amare, con Patrizia Del Frate, Gaia Germani, Ermanno Adriani.
Si allontanò successivamente dal piccolo schermo, per riapparire nella riduzione televisiva di A proposito di Francis Macomber (1977), regia di Giorgio Moser.
La sua attività sul grande schermo viceversa continuò a lungo, con molte pellicole interpretate ma spesso di non alta qualità. Nel corso degli anni ottanta abbandonò definitivamente la recitazione.
Morì a 91 anni ad Alghero, l'11 settembre 2014, dopo essere caduto dal quarto piano della palazzina dove risiedeva.

## Vita privata
Si sposò con l'attrice Esther Masing, che ebbe una certa notorietà negli anni cinquanta.

## Filmografia parziale

### Cinema
- Il sole sorge ancora, regia di Aldo Vergano (1946)
- Vanità, regia di Giorgio Pàstina (1947)
- Accidenti alla guerra!..., regia di Giorgio Simonelli (1948)
- Rondini in volo, regia di Luigi Capuano (1949)
- La roccia incantata, regia di Giulio Morelli (1949)
- Altura, regia di Mario Sequi (1950)
- La vendetta di una pazza, regia di Pino Mercanti (1951)
- Trieste mia!, regia di Mario Costa (1951)
- Inganno, regia di Guido Brignone (1952)
- Tripoli, bel suol d'amore, regia di Ferruccio Cerio (1952)
- Rimorso, regia di Armando Grottini (1952)
- Città canora, regia di Mario Costa (1952)
- Amanti del passato, regia di Adelchi Bianchi (1953)
- Le due orfanelle, regia di Giacomo Gentilomo (1954)
- Acque amare, regia di Sergio Corbucci (1954)
- Vergine moderna, regia di Marcello Pagliero (1954)
- L'uomo e il diavolo (Le Rouge et le Noir), regia di Claude Autant-Lara (1954)
- La ragazza di Via Veneto, regia di Marino Girolami (1955)
- Ciao, pais..., regia di Osvaldo Langini (1956)
- Donne, amore e matrimoni, regia di Roberto Bianchi Montero (1956)
- Eliana e gli uomini (Elena et les Hommes), regia di Jean Renoir (1956)
- Pezzo, capopezzo e capitano, regia di Wolfgang Staudte (1958)
- Noi siamo due evasi, regia di Giorgio Simonelli (1959)
- Fantasmi e ladri, regia di Giorgio Simonelli (1959)
- I cavalieri del diavolo, regia di Siro Marcellini (1959)
- Il gladiatore di Roma, regia di Mario Costa (1962)
- La notte dell'innominato, regia di Luigi Latini De Marchi (1962)
- I due gladiatori, regia di Mario Caiano (1963)
- Goliath e la schiava ribelle, regia di Mario Caiano (1963)
- Buffalo Bill - L'eroe del Far West, regia di Mario Costa (1964)
- La vendetta dei gladiatori, regia di Luigi Capuano (1964)
- Il Leone di San Marco, regia di Luigi Capuano (1964)
- Per mille dollari al giorno, regia di Silvio Amadio (1965)
- Come svaligiammo la Banca d'Italia, regia di Lucio Fulci (1966)
- El Rojo, regia di Leopoldo Savona (1966)
- Tre notti violente, regia di Nick Nostro (1966)
- Arizona Colt, regia di Michele Lupo (1966)
- Trappola per sette spie, regia di Mario Amendola (1967)
- Odio per odio, regia di Domenico Paolella (1967)
- Killer calibro 32, regia di Alfonso Brescia (1967)
- Rapporto Fuller, base Stoccolma, regia di Sergio Grieco (1968)
- ...dai nemici mi guardo io!, regia di Mario Amendola (1968)
- Beatrice Cenci , regia di Lucio Fulci (1969)
- La legione dei dannati, regia di Umberto Lenzi (1969)
- Viva la muerte... tua!, regia di Duccio Tessari [1971)
- Kid il monello del West, regia di Tonino Ricci (1973)
- Tequila! (Uno, dos, tres... dispara otra vez), regia di Tulio Demicheli (1973)
- Il grande attacco, regia di Umberto Lenzi (1978)
- Il medium, regia di Silvio Amadio (1980)

### Televisione
- Un uomo sull'acqua, regia di Mario Ferrero (1955)
- Le avventure di Nicola Nickleby, regia di Daniele D'Anza – miniserie TV (1958)
- L'isola del tesoro, regia di Anton Giulio Majano – miniserie TV (1959)
- La pelle degli altri, regia di Mario Landi (1959)
- Machbeth, regia di Alessandro Brissoni – film TV (1960)
- La cittadella, regia di Anton Giulio Majano – miniserie TV (1964)
- Le inchieste del commissario Maigret – serie TV, episodio 1x01 (1964)
- The Man Who Never Was – serie TV, episodio 1x08 (1966)
- Corsaires et flibustiers – serie TV, 6 episodi (1966)
- Abramo Lincoln - Cronaca di un delitto, regia di Daniele D'Anza – miniserie TV (1967)
- Un certo Harry Brent, regia di Leonardo Cortese – miniserie TV (1970)
- ...e le stelle stanno a guardare, regia di Anton Giulio Majano – miniserie TV (1971)
- Lungo il fiume e sull'acqua, regia di Alberto Negrin – miniserie TV (1973)
- La traccia verde, regia di Silvio Maestranzi – miniserie TV (1976)
- Disonora il padre, regia di Sandro Bolchi – miniserie TV (1978)
- Orient-Express, regia di Daniele D'Anza – miniserie TV (1980)
- Illa: Punto d'osservazione, regia di Daniele D'Anza – miniserie TV (1981)

## Doppiatori italiani
Nei film elencati, Mirko Ellis è stato doppiato dai seguenti doppiatori:
- Gualtiero De Angelis in La roccia incantata, I due gladiatori, Come svaligiammo la Banca d'Italia
- Pino Locchi[4] in L'uomo e il diavolo, Annibale, Killer calibro 32
- Sergio Tedesco in Il Leone di San Marco, Arizona Colt
- Giulio Panicali in Inganno
- Giuseppe Rinaldi in Tripoli, bel suol d'amore
- Emilio Cigoli in Città canora
- Renato Turi in Noi siamo due evasi
- Nando Gazzolo in I cavalieri del diavolo
- Manlio Busoni in Il gladiatore di Roma
- Glauco Onorato in Odio per odio
- Sergio Graziani in Buffalo Bill - L'eroe del Far West
- Arturo Dominici in Rapporto Fuller, base Stoccolma
- Gino La Monica in La legione dei dannati
- Cesare Barbetti in Kid il monello del West
- Luciano De Ambrosis in Tequila!